# Podoliske slette
Den Podoliske slette (Podolianske Plateau) eller Podiliske højland (ukrainsk: подільська височина, podilska vysochyna ) er et arealmæssigt stort  højland i det sydvestlige Ukraine på venstre bred af Dnestr, med en lille nordvestlig del der går ind i det østlige Polen.
Langs Dnestr strækker regionen sig fra nordvest for Vestlige Bug til  Sydlige Buh. Vestlige Bug adskiller den fra Lublin Højland, og Sydlige Buh fra Dnepr Højland. Den gennemsnitlige højde af Podoliske slette er over 300 moh.  med maksimum en bakke kendt som Kamulabjerget der er 471 moh.
Overfladen er karakteriseret ved en kombination af brede flade strækninger og dybe kløftlignende dale.

## Galleri
- Podoliske Tovtry
- Tovtry ved sammenløbet af Zbrutj og Dnestr
- Smotrych Canyon (Tovtry)
- Store Hovda Bakke